# Поток Лейлы
Поток Лейлы (лат. Leilah Fluctus) — область, покрытая застывшими потоками на поверхности самого большого спутника Сатурна — Титана.

## География и геология
Координаты — 50°30′ с. ш. 77°48′ з. д. / 50,5° с. ш. 77,8° з. д.. Максимальный размер — 190 км. Западнее от него находится макула Ганеши. Поток Лейлы был обнаружен на снимках с космического аппарата «Кассини».

## Эпоним
Назван в честь Лейлы — персидской богини красоты и целомудрия. Название было утверждено Международным астрономическим союзом в 2007 году.